# 8000 Isaac Newton
8000 Isaac Newton è un asteroide della fascia principale. Scoperto nel 1986, presenta un'orbita caratterizzata da un semiasse maggiore pari a 3,0656117 UA e da un'eccentricità di 0,0867957, inclinata di 9,73705° rispetto all'eclittica.
L'asteroide è dedicato all'omonimo scienziato britannico.